# Witte Beer

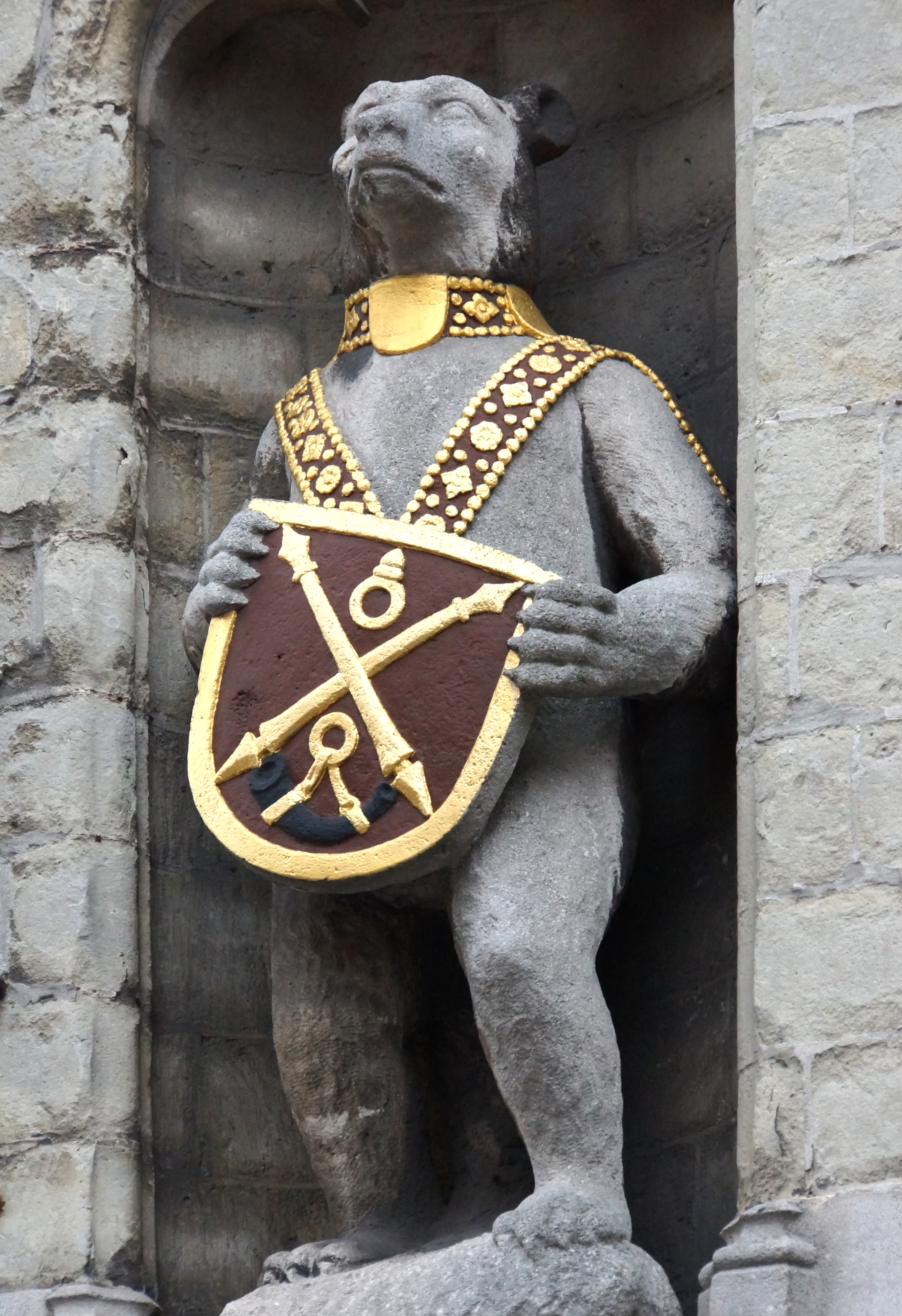
Het beeld van de Beer als symbool van het Gezelschap van de Witte Beer, geplaatst tegen de muur van de Poortersloge

Het Ridderlijk Gezelschap van de Witte Beer was een vereniging in Brugge die zich toelegde op het organiseren van toernooien en steekspelen, van circa 1320 tot 1489. Jonge en soms minder jonge ruiters, leden van de plaatselijke adel of genodigden uit andere steden of leden van het Bourgondisch hof namen eraan deel.

## Geschiedenis
Volgens documenten die hij kon inzien, situeerde de achttiende-eeuwse kroniekschrijver Jan Pieter van Male de stichting van het Gezelschap van de Witte Beer in 1320. Het is echter waarschijnlijk dat het tot in 1380 de naam Gezellen van Sint-Joris droeg.
Jonge leden van de Brugse aristocratie hadden onder die naam een gezelschap opgericht dat tot doel had regelmatig, minstens eens per jaar, een steekspel te organiseren. Dit "krijgertje spelen" bereidde voor op oorlogsactiviteiten of nam hier op sportieve basis de plaats van in.
Het betekent niet dat men in Brugge geen steekspelen organiseerde voor 1320. Er zijn integendeel documenten bewaard die steekspelen vermelden in de elfde en twaalfde eeuw.
Het lijkt er alvast op dat, na de periode 1320-1380, in 1380 een steviger organisatie tot stand kwam en dat de Witte Beer of het Gezelschap van de Forestier zich als steekspelorganisator affirmeerde. Een wapenhandschrift in de Koninklijke Bibliotheek van België bevestigt dit, en geeft de winnaars van deze steekspelen weer gedurende de periode 1380-1458.
Dit gezelschap was duidelijk een belangrijk element in het stadsleven. Het kon rekenen op de daadwerkelijke steun van het stadsbestuur, dat toelagen verleende, het Marktplein passend aanlegde en feestmalen aanbood aan deelnemers en voorname toeschouwers. Tijdens het steekspel namen de stedelijke overheden plaats in de huizen rondom het strijdperk, samen met buitenstedelijke prominenten die als genodigden naar Brugge waren afgezakt. 
De steekspelers hielden hun bijeenkomsten in de Poortersloge, die als een officieel gebouw gold. Na afloop van het steekspel werd gedurende het hele jaar de 'forestier' als een voorname personaliteit bejegend en werd hij bij de eerstvolgende vernieuwing van de "wet" tot lid van het stadsbestuur benoemd, hetzij als raadslid, hetzij als schepen.

## Forestier
Ieder steekspel resulteerde in het aanduiden van winnaars. De hoofdprijs was de speer en de winnaar ervan werd tot forestier benoemd. Die naam verwees naar de mythische gouwleiders van westelijk Vlaanderen, nog voor ze graaf van Vlaanderen werden genoemd. De forestier droeg het hele jaar die naam en nam het op zich het volgende jaar het steekspel te organiseren.
De tweede prijs die werd uitgereikt was de hoorn en de derde de beer. Recent onderzoek heeft uitgewezen dat deze prijzen uitsluitend gewonnen werden door buitenstedelijke deelnemers.

## Leden en deelnemers
De leden, noodzakelijk poorters van Brugge, behoorden tot de voornaamste families van de stad. In de eerste plaats ging het om leden van de families Metteneye, Van Themseke, Van den Vageviere, Bonin, Honin, Adornes en Van Aertricke.
Over de periode 1418-1489 waren 175 Brugse deelnemers te noteren. Sommigen namen slechts één of een paar maal deel, terwijl een half dozijn harde liefhebbers meer dan tienmaal deelnam.
Zowel de meeste forestiers als talrijke andere leden van het gezelschap behoorden vroeg of laat tot het stadsbestuur. Tweeëndertig deelnemers aan de steekspelen werden later burgemeester van de schepenen of burgemeester van de raad. Veel anderen werden hoofdman van een stadswijk, stadsthesaurier of schepen.  
Onder de buitenstedelijke deelnemers waren te vermelden:
- Antoon van Bourgondië, de "Grote Bastaard', die tienmaal deelnam.
- Maximiliaan van Oostenrijk, die deelnam in 1479.
- Lodewijk II van Chalon-Arlay, prins van Oranje, die deelnam in 1416.
- leden van het Bourgondisch hof, waaronder Regnier Pot in 1381, Jean de Ligne in 1419, Roeland van Uutkerke in 1415, Jean de la Trémoille in 1421 en Jean de Villiers de L'Isle-Adam in 1427.
- talrijke leden van het Rijsels gezelschap van de Epinette.
- diverse leden van de Broederschap van het Minnehof, genaamd Karel VI [La Cour Amoureuse dite de Charles VI].

## Het steekspel
Op de maandag volgende op de zondag na Beloken Pasen vergaderden de ruiters en hun gevolg in de Eekhoutabdij en woonden er de mis bij. Vandaar vertrok een stoet met groote magnificentie door de Wollestraat naar de Grote Markt. Daar was een strijdperk afgebakend en was er overvloedig zand en stro gestrooid.
Het steekspel vond plaats, volgens vastgestelde regels, waarop scheidsrechters het oog hielden. Er namen van Brugse zijde een minimum van vier en een maximum van twintig leden aan deel, aangevuld door buitenstedelijke deelnemers.

## Einde
Het jaarlijkse steekspel hield lang stand. Ondanks de vele onlusten en revolutionaire toestanden die de veertiende-vijftiende eeuw kenmerkten werden er vanaf 1398 ononderbroken steekspelen georganiseerd door het gezelschap. Er kwam nochtans een einde aan in 1487. De strijd door de stad gevoerd tegen Maximiliaan van Oostenrijk kende toen een hoogtepunt. Daarbij stelden de grote families zich op in twee vijandige kampen. Daar kwam nog bij dat de mentaliteiten evolueerden. Ook in andere steden waar steekspelen werden gehouden was een eindpunt bereikt. Dit was het geval in Rijsel waar de zustervereniging, genaamd de Epinette er in 1486 voor goed mee ophield.

## Andere toernooien
Het gezelschap van de Witte Beer was niet de enige Brugse organisator van ridderlijke toernooien of steekspelen.
Een gedenkwaardig steekspel werd in 1393 gehouden tussen vijftig ridders aangevoerd door de heer van Gruuthuse en vijftig andere aangevoerd door de heer van Gistel.
Het Bourgondisch hof zorgde voor merkwaardige wapenpassen, hetzij steekspelen die zich over een aantal dagen uitstrekten, volgens een uitgewerkt scenario. De voornaamste waren:
- de wapenpas van de Betoverde Burcht in 1463, ingericht door Philippe de Lalaing;
- de wapenpas van de Gouden Boom, in 1468 ingericht door Antoon van Bourgondië, de Grote Bastaard, naar aanleiding van het huwelijk van Karel de Stoute met Margaretha van York.